# Paul Vixie

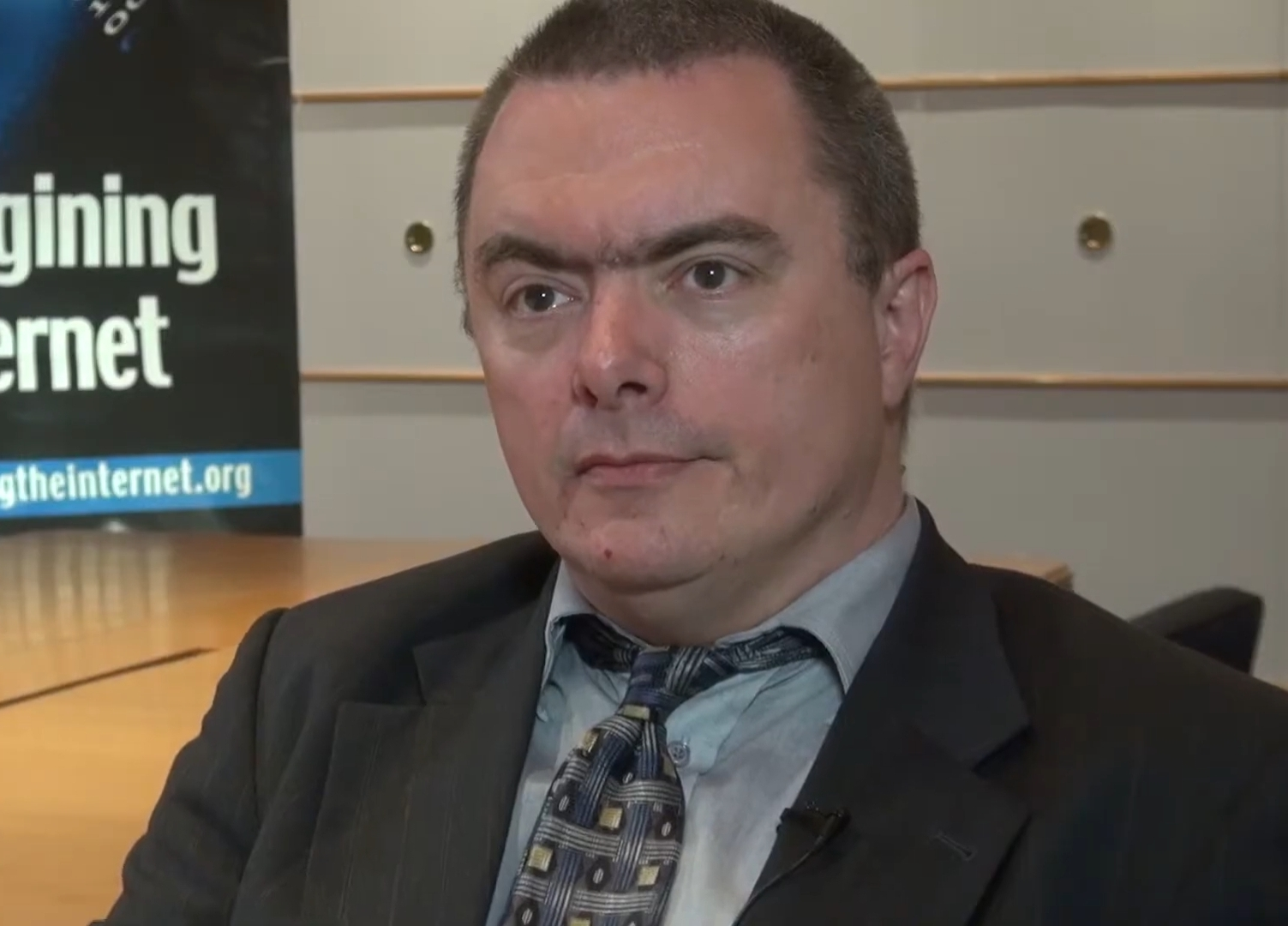
Paul Vixie (2014)

Paul Vixie (* 1963) ist der Autor zahlreicher RFCs und bekannter UNIX-Systemprogramme wie z. B. SENDS, proxynet, rtty und Vixie cron.

## Leben
Er besuchte die George Washington High School in San Francisco, Kalifornien. Als Mitarbeiter von DEC begann er 1988 an BIND mitzuarbeiten und wurde zum Hauptautor der Version 8 (1997).
Er verließ DEC 1994 und gründete zusammen mit Rick Adams und Carl Malamud das Non-Profit-Unternehmen Internet Software Consortium (ISC), um die Entwicklung von BIND voranzubringen und weitere Software für das Internet zu entwickeln. 2004 wurde das Unternehmen in Internet Systems Consortium umbenannt.
1995 gründete er mit anderen zusammen Palo Alto Internet Exchange (PAIX), was 1999 von Metromedia Fiber Network (MFN) aufgekauft wurde. Er wurde Chief Technology Officer von MFN und schließlich Präsident von PAIX.
1998 gründete er mit anderen zusammen die kalifornische Non-Profit-Organisation Mail Abuse Prevention System (MAPS), deren Ziel es ist, E-Mail-Spam zu stoppen. Nebenher betreibt er auch noch ein eigenes Beratungsbüro Vixie Enterprises.
Er schrieb zusammen mit Frederick Avolio das in Fachkreisen bekannte Buch Sendmail: Theory and Practice. Paul Vixie hält außerdem den Rekord für die „meisten CERT advisories wegen eines einzelnen Autors“.
Paul Vixie unterstützte das Open Root Server Network mit dem Betrieb des L-Servers ab September 2005 bis zur Abschaltung Ende 2008.
| Personendaten    | Personendaten                                                  |
| ---------------- | -------------------------------------------------------------- |
| NAME             | Vixie, Paul                                                    |
| ALTERNATIVNAMEN  | Vixie, Paul Andrew                                             |
| KURZBESCHREIBUNG | amerikanischer Autor zahlreicher RFCs und UNIX Systemprogramme |
| GEBURTSDATUM     | 1963                                                           |